# Hedwiga de Saxonia
Hedwiga de Saxonia (n. cca. 910 – d. 10 mai 965) a fost fiică a regelui Germaniei Henric I "Păsărarul", cu soția acestuia Matilda de Ringelheim. Ea are astfel soră cu împăratul Otto I "cel Mare"; ducele Henric I de Bavaria; Gerberga de Saxonia; și arhiepiscopul Bruno I de Köln.
După ce fratele ei Otto I a preluat puterea, a fost stabilită o alianță și căsătorie a Hedwigăi cu Hugo cel Mare în 936. Fiul ei, Hugo Capet, a fost încoronat ulterior, în 987, rege al Franței.